# Josef Rybák
Josef Rybák (1. května 1904 Písek – 15. prosince 1992 Dobříš) byl český komunistický publicista, kritik, básník a prozaik.

## Život
Narodil se v rodině košíkáře Eduarda Rybáka (1874-??) a jeho manželky Marie, rozené Adámkové (1874-??),  jako jedno z jejich sedmi dětí. Otec mu padl v 1. světové válce. V Písku vychodil dvouletou obchodní školu (1918–1920) a od roku 1922 pracoval na Slovensku.
Do Čech se vrátil v roce 1933 a od té doby až do okupace pracoval jako novinář v komunistickém tisku (Haló noviny, Rudé právo). Po okupaci se vrátil do komunistického tisku, v letech 1948–1958 pracoval ve vedení kulturní rubriky Rudého práva. V roce 1950 byl rovněž šéfredaktorem měsíčníku Nový život.  V letech 1956–1963 byl členem ústředního výboru Svazu československých spisovatelů, kam byl zvolen na II. sjezdu Svazu československých spisovatelů. V roce 1959 se stal šéfredaktorem Literárních novin, ale v roce 1964, v důsledku měnícího se politického klimatu, musel z funkce odejít; několik let se neangažoval a věnoval se vydávání svého díla.
Opět plně činný byl až za normalizace, v roce 1972 spoluzakládal Svaz českých spisovatelů a v letech 1977–1982 byl jeho předsedou.

### Politický postoj
Byl aktivní komunista. V roce 1946 podepsal prokomunistické „Májové poselství kulturních pracovníků českému lidu!“ publikované před parlamentními volbami do Národního shromáždění. Tento předvolební manifest podepsalo celkem 843 kulturních pracovníků a komunisté volby vyhráli. V roce 1948 podepsal výzvu prokomunistické inteligence Kupředu, zpátky ni krok!, jež byla vydána dne 25. února 1948 na podporu komunistického převratu.  V roce 1977 podepsal „Antichartu“.

## Ocenění
V roce 1973 mu byl udělen titul národní umělec.

## Dílo
Básnické prvotiny vydal roku 1924. V básních i próze vycházel ze svého dětství na Písecku (Slunce a chléb). Jeho tvůrčí názory byly blízké proletářské literatuře S. K. Neumanna a Jiřího Wolkera. Jako kritik a publicista se zaměřoval obecně na kulturu, literaturu, výtvarné umění – sám také občas přispíval ilustracemi do časopisů a novin. Ilustroval i některé své knihy. Díky svému pobytu na Slovensku měl zájem i o tamější kulturu. V akci „Dar republice k IX. sjezdu KSČ“  sestavil a vydal v roce 1949 sborník První směna: Verše dělníků a pracujících.

### Knižní vydání (výběr, pouze první vydání)
- Pole a lesy (Praha, Pokrok, 1928)
- Začíná století (Román, Praha, K. Borecký, 1932)
- Střechy nad hlavou (Román, Praha, Práce, 1945 a 1971)
- Julius Fučík (Gustav Bareš a Josef Rybák, Brno, Rovnost, 1950)
- Pole rozkvetou (Novely, Praha, Brázda, 1951)
- S orlími křídly (Josef Rybák, Praha, Mladá fronta, 1954)
- Slunce a chléb (Praha, MF, 1956, Práce 1976, ČS 1984)
- Do slunce a do mraků (Verše, Praha, Mladá fronta, 1958)
- Doba a umění (články, úvahy, polemiky 1925-1938, výbor uspoř. a vl. dobovými kresbami dopr. autor, Praha, Československý spisovatel, 1961)
- Několik dní v mé špatné paměti (Praha, Československý spisovatel, 1962)
- Výjevy (Josef Rybák, Praha, Československý spisovatel, 1966)
- Kouzelný proutek (Praha, Československý spisovatel, 1968, 1974, 1981)
- Dlouhé noce (Praha, Československý spisovatel, 1971)
- Hodiny pro bosé nohy (Praha, Československý spisovatel, 1973 a 1978 s il. Kamila Lhotáka)
- Vyprávění o Juliu Fučíkovi (Praha, Československý spisovatel, 1973 a 1983)
- Chození na červenou (Praha, Československý spisovatel, 1975)
- Leťte, holubi (výbor z poezie, doslov napsal Ivan Skála , s autorovými ilustracemi, Praha, Československý spisovatel, 1976)
- Prsty od inkoustu aneb Osmnáct zastavení nad literaturou, uměním a životem (kresby autor, Praha, Československý spisovatel, 1977 a 1981)
- Létající talíř na zimním nebi (Il. Přemysl Rolčík, Praha, Československý spisovatel, 1980)
- Umění a život (výbor z esejů, il. Karol Ondreička, Praha, Supraphon, 1981)
- Páté přes deváté (čtení o básnících a tvůrčích lidech, ilustrace Josef Rybák, Praha, Československý spisovatel, 1982)
- Křeslo pro Danta a Beatrici (výběr básní, ilustrace od Františka Muziky ... et al., Praha, Československý spisovatel, 1983)
- Cesta (il. Přemysl Rolčík, Praha, Československý spisovatel, 1985)
- Po válce (epištoly nedělních novin 1945-1947, il. Miloš Vrbata, obálka a graf. úprava Alice Vegrová. Praha, Novinář, 1985)